# Австралійська партія
Австралійська партія існувала з 1930 по 1931 (не плутати з Партією Австралії, яка була ліберальною партією, створеною у 1960-их роках).
Партію було створено колишнім Прем'єром Біллі Г'юзом у 1930 після його вигнання з Націоналістичної партії. Він був її лідером до 1931, допоки не приєднався до щойно сформованої UAP.